# Протестантизм в Лаосе
Протестантизм в Лаосе исповедует примерно половина христианского населения страны, христианское население насчитывает 150 000 человек. Большинство протестантов в Лаосе являются членами Лаосской евангелической церкви. В период с 1994 по 2004 год число последователей протестантизма быстро росло, насчитывалось около 300 общин.

## История
Первые протестанты прибыли в Лаос в начале XX века, а именно в 1903 году на юг и в 1929 году на север страны. Однако тогда протестантизм ещё не укоренился до обретения независимости в 1954 году, когда появились деноминации европейского и американского происхождения.

## Деноминации
Лаосская евангелическая церковь является одной из церквей Движения святости Лаоса и имеет филиалы в большинстве провинций Лаоса. Другая деноминация — Церковь адвентистов седьмого дня Лаоса, основанная в 1973 году. В Лаосе есть много неопротестантских групп, миссионерские действия которых наиболее сильны в отношении групп меньшинств, многие из которых отказываются принимать участие в повседневной жизни общества.
Миссия Évangélique au Laos (MEL) — одна из крупнейших христианских конфессий Лаоса. MEL — христианская братская церковь. Большинство членов MEL принадлежат к этническим меньшинствам юга Лаоса, и их число превышает 10 000 человек.

## Обвинения США
По данным правительства США, были случаи, когда лаосское правительство пыталось заставить христиан отказаться от своей веры и несколько раз закрывало христианские церкви. Они также говорят, что в Лаосе есть два религиозных заключённых, оба являются членами Лаосской евангелической церкви, и что в 2005 году правительство закрыло церковь в провинции Саваннакхет. Официальные лица Лаоса считают это клеветой, отрицая, что они закрыли какие-либо церкви, и заявляя, что христиане, находящиеся в заключении, заключены в тюрьму не из-за их религии, а по другим причинам.